# Орден «Шах Исмаил»
Орден «Шах Исмаил» (азерб. «Şah İsmayıl» ordeni) — высший военный орден Азербайджана. Утверждён Президентом Азербайджанской Республики Гейдаром Алиевым 6 декабря 1993 года указом под номером №755.

## Закон
Закон Азербайджанской Республики 
6 декабря 1993 г. № 755 
«Об утверждении Статута ордена Азербайджанской Республики „Шах Исмаил“ и его описания» 
Национальное собрание Азербайджанской Республики постановляет: 
Утвердить Статут ордена Азербайджанской Республики «Шах Исмаил» и его описание (прилагаются). 
Президент Азербайджанской Республики Гейдар Алиев

## Награждение орденом
Награждение орденом «Шах Исмаил» производится:
- за особые заслуги в организации и укреплении Вооружённых Сил Азербайджанской Республики;
- за особые заслуги в обеспечении территориальной целостности и безопасности Азербайджанской Республики;
- за выдающуюся полководческую деятельность;
- за особые заслуги в ликвидации последствий чрезвычайных ситуаций в республике.

## Ношение ордена
Орден «Шах Исмаил» носится на левой стороне груди и при наличии других орденов и медалей Азербайджанской Республики располагается после ордена «Гейдара Алиева» и «Истиглал».